# James Stewart (Missionar)

James Stewart

James Stewart (* 14. Februar 1831 in Edinburgh; † 21. Dezember 1905 in Lovedale) war ein schottischer Missionar und Professor mit großen Verdiensten für die Bildung der nichteuropäischstämmigen Bevölkerung in der britischen Kapkolonie.

## Leben
James Stewart studierte an der Universität von Edinburgh (von 1859 bis 1861 und 1864 bis 1866). Im Jahr 1860 erhielt er seine Zulassung als Prediger. Für eine zeitweilige Teilnahme an der Sambesi-Expedition von David Livingstone unterbrach er sein Medizinstudium und hielt sich dabei vier Monate in dessen Hauptquartier in Chupanga auf. Dabei erkundete Stewart die Gebirgsregion entlang des Shire und versuchte den Nyassa-See zu erreichen, was ihm wegen seiner knappen Reisekasse nicht gelang. Nach seiner Umkehr fuhr er dem Sambesi herab bis Tete. Insgesamt sollten neben naturwissenschaftlichen Studien auch die Möglichkeiten missionarischer Tätigkeiten in diesen Teilen Afrikas erkundet werden.
Nach Abschluss des Studiums 1867 bewarb er sich bei der südafrikanischen Lovedale-Mission der Free Church of Scotland. Mit Beginn seiner Tätigkeit setzte er sich für eine breite Ausbildung der Xhosa-Schüler ein. Auf Drängen seiner vorgesetzten Stelle in Schottland übernahm Stewart 1870 vorzeitig die Principal-Stelle von seinem Vorgänger sowie Gründer des Lovedale Missionary Institute Rev. William Govan.
In den darauf folgenden Jahren entwickelte sich die Missionsschule zu einer führenden Einrichtung im südlichen Afrika. Bemerkenswert ist dabei die Gründung einer Sektion für Mädchen und junge Frauen, deren Leitung Jane Elizabeth Waterston anvertraut war. Beide kannten sich bereits von der gemeinsamen Teilnahme an der Livingstone-Expedition.
Als David Livingstone gestorben war, nahm Stewart 1874 an der offiziellen Trauerfeier in Westminster Abbey teil und hielt zu diesem Anlass eine Gedächtnisrede. Dabei kündigte er die Errichtung einer neuen Missionsstation im damaligen Nyassaland an. Bereits 1875 schuf der die Livingstonia-Mission, die am Anfang mit erheblichen organisatorischen Schwierigkeiten zu kämpfen hatte. Aus diesem Grund reiste er 1876 mit vier Schülern von Lovedale erneut nach Nyassaland. Nach seiner Rückkehr aus Zentralafrika schuf er die Missionsstation Blythswood in Ngqamakhwe, einem kleinen Ort bei Butterworth.
Auf der Missions-Konferenz des Jahres 1878 in London stellte er seine Absicht zur Errichtung einer Bantu University vor. Stewarts Leistungen genossen in der Free Church of Scotland hohe Anerkennung. Darum übertrug man ihm 1899 die Leitung ihrer Generalversammlung.
Im Jahr 1880 wird Stewart in die Regierungskommission für Eingeborenenrechte und Brauchtum (Government Commission on Native Laws and Customs) gewählt. Diese Kommission legte 1883 einen Bericht zur Lage der schwarzen Bevölkerung vor. 1903 besichtigte Stewart in den USA Ausbildungsstätten für die schwarze Bevölkerung und informierte sich über neue Ausbildungsmethoden. Dabei stattete er auch dem Tuskegee Institute einen Besuch ab. Im Juli des folgenden Jahres nach Südafrika zurückgekehrt, leitete er als Präsident die erste General-Missions-Konferenz von Südafrika in Johannesburg. Auf dieser Veranstaltung waren alle protestantischen Missionsorganisationen vertreten.

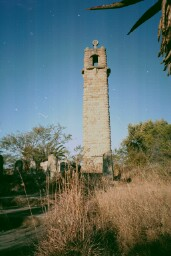
James-Stewart-Denkmal auf dem Hügel Sandile’s Kop bei Alice

Innerhalb der in Kapstadt ansässigen regierungsamtlichen Kommission für Eingeborenenangelegenheiten (South African Native Affairs Commission) bemühte sich Stewart in beratender Rolle während ihres Bestehens zwischen 1903 und 1905 um Verbesserung der Bürgerrechte und Lebensbedingungen der einheimischen nichtweißen Bevölkerung. Die Mitwirkung in diesem Gremium gilt als Beleg für sein hohes Ansehen im Land.
Seine letzte Reise führte ihn 1905 nach Kapstadt, wo er sich für Bildungsmöglichkeiten der einheimischen Bevölkerung einsetzte. Von dieser Reise kam er geschwächt nach Lovedale zurück. Im Dezember des Jahres 1905 starb Stewart im Kreise seiner Familie. Das Amt als „Principal of Lovedale“ bekleidete er bis zu seinem Tod.
Wenige Tage nach seinem Ableben versammelten sich am 28. Dezember über 150 Absolventen und weitere Repräsentanten zu einer Gedenkversammlung an seinem Grab. James Stewart ist auf einem Hügel nahe der ehemaligen Missionsschule in Alice bestattet. Seine Grabstätte ist später mit einem turmartigen Monument überbaut worden.

## Vermächtnis und Verdienste

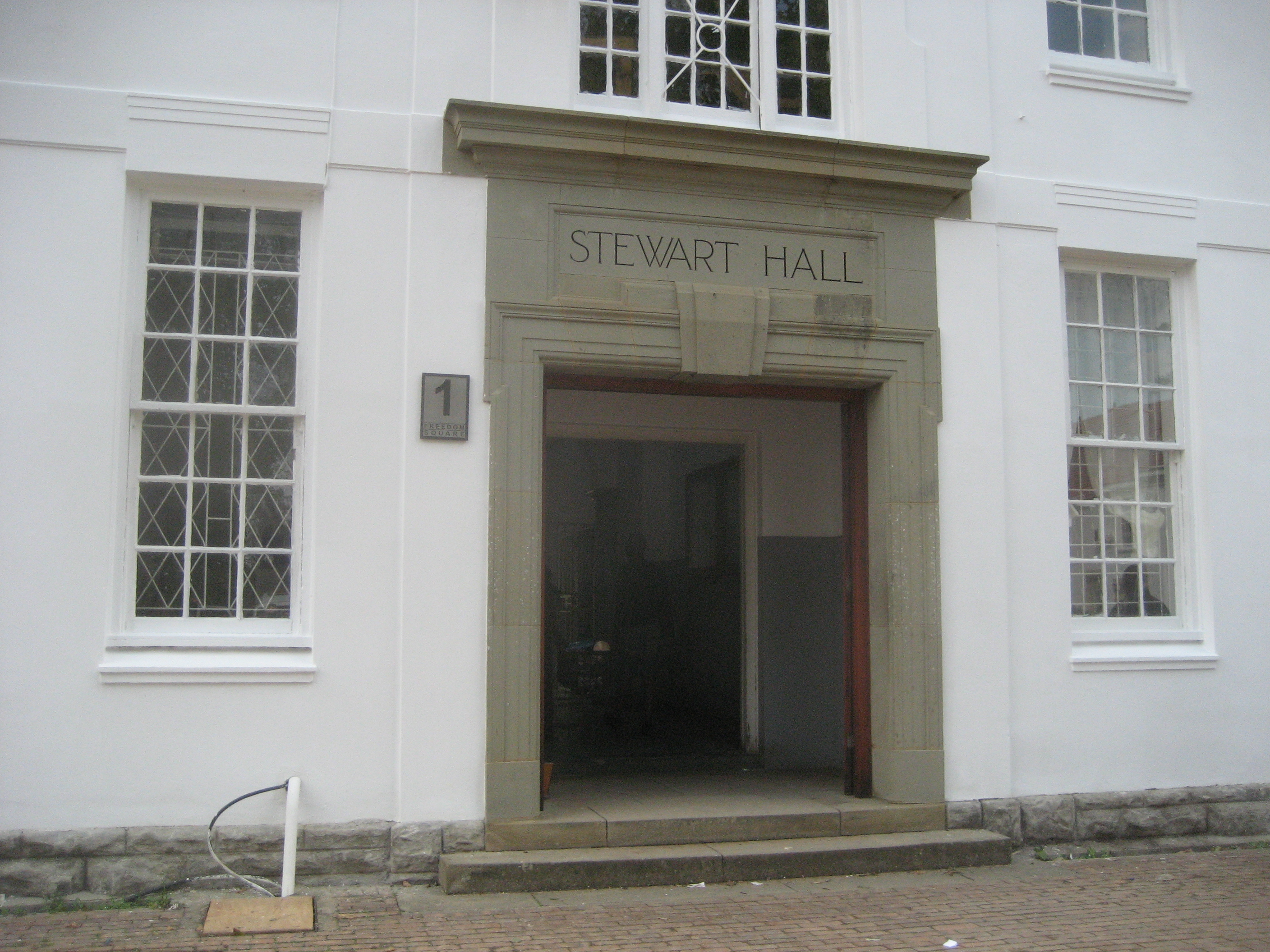
Stewart Hall, Fort Hare University

Stewarts Vermächtnis für die Südafrikanische Nation liegt in der auf höchstmöglichem Niveau praktizierten Missionsschule, die in ihrer Folgeentwicklung zunächst zu einem College führte und weiter in der Gründung der University of Fort Hare gipfelte. Zahlreiche Absolventen seiner Schule waren an der Gründung des South African Native National Congress (später ANC) im Jahre 1912 beteiligt. Einige spätere afrikanische Staatsmänner studierten an dieser Einrichtung und manche von ihnen trugen zur Überwindung der Apartheid wesentlich bei.
Nach Einschätzung von Lord Alfred Milner war Stewart „the biggest human in South Africa“.
Stewarts Wirken hatte eine starke politische Seite. Er setzte sich über die Grenzen der Kapkolonie für die Gleichheit der „Rassen“ ein. Zur Verbreitung dieser Gedanken nutzte er das 1870 von ihm gegründete monatliche Magazin The Kaffir Express, ab 1876 The Christian Express. Von 1922 an erschien das Magazin unter dem Namen The South African Outlook. Besondere Bekanntheit erlangten die Publikationen durch den Namen ihrer Druckerei The Lovedale Press (1823 durch Rev. John Ross von der Glasgow Missionary Society geschaffen), ein der Missionsschule angegliederter Betrieb. Sie umfassten theologische und bildungspolitische Themen aber auch Schulbücher. Stewart wusste die ihm durch diese Druckerei verfügbaren Möglichkeiten gut zu nutzen und ist mit deren Hilfe zu einem der frühesten Wegbereiter liberaler Denkrichtungen in Südafrika geworden.

## Schriften
- Dawn in the Dark Continent: or, Africa and its missions: The Duff missionary lectures for 1902. Oliphant Anderson & Fervier, Edinburgh 1903.
- The Zambesi Journal of James Stewart 1862–1863 with a selection from his Correspondence. In: J. P. R. Wallis (Hrsg.): Central African Archives. Oppenheimer Series Number Six. Chatto and Windus, London 1952.